# Arhiducele Felix de Austria
Arhiducele Felix de Austria (Felix Friedrich August Maria vom Siege Franz Joseph Peter Karl Anton Robert Otto Pius Michael Benedikt Sebastian Ignatius Marcus d'Aviano; 31 mai 1916 - 6 septembrie 2011) a fost al treilea fiu și al patrulea copil al ultimului împărat al Austriei, Carol I și al soției sale, născută Prințesa Zita de Bourbon-Parma. A fost cel mai longeviv copil al împăratului Carol I. 
Arhiducele Felix a fost  fratele mai mic al Prințului Moștenitor Otto al Austriei și membru al Casei de  Habsburg-Lorena.

## Primii ani
Arhiducele Felix s-a născut la Palatul Schönbrunn din Viena ca al treilea fiu al pe atunci moștenitorului tronului Austro-Ungariei, Arhiducele Carol și al Zitei de Bourbon-Parma. A fost botezat la Schönbrunn la 8 iunie 1916 în prezența unchiului său, împăratul Franz Joseph. Nașul său a fost un alt unchi, regele Frederick Augustus al III-lea al Saxoniei, fratele bunicii sale, Prințesa Maria Josepha a Saxoniei.
La 21 noiembrie 1916 împăratul Franz Joseph a murit și tatăl lui Felix i-a succedat ca noul împărat al Austriei și rege al Ungariei.
Arhiducele Felix avea mai puțin de trei ani când Austro-Ungaria s-a prăbușit ca urmare a înfrângerii sale în Primul Război Mondial. Ca rezultat, țările acum separate Austria și Ungaria au fost declarate republici iar familia imperială a plecat în exil. Exilată inițial în Elveția, în 1921 familia imperială a plecat pe insula Madeira, după ce tatăl arhiducelui Felix a eșuat în încercarea de a-și revendica tronul în Regatul Ungariei de la regentul Miklós Horthy. La data de 1 aprilie 1922, tatăl său, împăratul Carol, a murit în Madeira.
În toamna anului 1937, Arhiducelui Felix i s-a permis întoarcerea în Austria unde a urmat Academia Militară Tereziană din Wiener Neustadt. A devenit primul habsburg de la abolirea monarhiei care a urmat o carieră ca ofițer în armata austriacă.
Cum Anschluss se apropia, Arhiducele Felix, sora sa Arhiducesa Adelheid și fratele său Arhiducele Eugen au părăsit Austria și au trecut granița în Cehoslovacia.

## Întoarcerea în Austria
Felix, spre deosebire de fratele său mai mare Otto, întotdeauna a refuzat să renunțe la drepturile sale asupra tronului austriac. Ca rezultat, i s-a interzis să intre în Austria cu excepția a trei zile în 1989 pentru a participa la funeraliile mamei sale.
La 10 martie 1996, după ce Austria a intrat în Uniunea Europeană și punctele de frontieră dintre Austria și celelalte țări membre UE au căzut, el a intrat în țară prin Germania și a ținut a doua zi o conferință de presă pentru a anunța sosirea sa ilegală. După ce prezența sa a devenit cunoscută, el a fost avertizat de către guvernul austriac că în cazul în care ar încerca să mai intre din nou ilegal în țară, se va confrunta cu urmărirea penală.
În cele din urmă, s-a făcut un acord între Arhiducele Felix, fratele lui Karl Ludwig și guvernul austriac, arhiducii declarând supunere față de republică fără să facă nici o referire la drepturile lor la tron sau la apartenența lor la familia imperială.
În iunie 1998, împreună cu fratele său Karl Ludwig, Felix a încercat să recupereze proprietățile strămoașei lor Maria Tereza a Austriei și a soțului ei Francisc I, Împărat Roman, proprietăți care au fost luate de la familia Habsburg de către Adolf Hitler în timpul Anschluss.
Felix a dezvoltat mai multe afaceri de succes în Mexico și la Bruxelles și a lucrat ca consultant de marketing.
În timpul exilului, Arhiducele Felix a trăit în Portugalia, Belgia, Mexic și Statele Unite. A locuit la San Ángel în Mexico City unde a murit la 6 septembrie 2011 la vârsta de 95 de ani.

## Căsătorie și copii
Felix s-a căsătorit civil la 18 noiembrie 1952 la Beaulieu, Franța și religios a doua zi cu Ducesa Anna-Eugénie de Arenberg (1925–1997). Au avut șapte copii:
- Arhiducesa Maria del Pilar de Austria (n. 1953) căsătorită cu Vollrad-Joachim Edler von Poschinger; are patru fiice și un fiu
- Arhiducele Carl Philipp (Carlos Felipe) de Austria (n. 1954) căsătorit cu Martina Donath (divorțat în 1997). S-a recăsătorit cu Annie-Claire Christine Lacrambe; are câte un fiu din fiecare căsătorie
- Arhiducesa Kinga de Austria (n. 1955) căsătorită cu baronul Wolfgang von Erffa; are patru fiice și un fiu
- Arhiducele Raimund (Ramon) de Austria (1958–2008) căsătorit cu Bettine Götz; are un fiu și două fiice
- Arhiducesa Myriam de Austria (n. 1959) căsătorită cu Jaime Corcuera Acheson, un descendent mexican al contelui de Gosford; are patru fii
- Arhiducele István (Esteban) de Austria (n. 1961) căsătorit cu Paola de Temesváry; are doi fii și o fiică
- Arhiducesa Viridis de Austria (n. 1962) căsătorită cu Karl Dunning-Gribble; are trei fii și o fiică